# Польское общество медицинской физики
Польское общество медицинской физики имени Цезаря Павловского (пол. Polskie Towarzystwo Fizyki Medycznej im. Cezarego Pawłowskiego) — польское научное общество, основанное в 1965 году.
Согласно Уставу, целью Общества является развитие и популяризация достижений физики в медицине, биомедицинской инженерии и радиационной защите.
Для достижения своих целей Общество организует симпозиумы, научные конференции, публичные чтения, тренинги и конкурсы; издаёт научные журналы и книги; разрабатывает нормы, правила и рекомендации по применению технических средств в медицине, особенно в области инфраструктуры качества и безопасности медицинских технологий, связанных с медицинской физикой.
Общество активно сотрудничает с профильными международными организациями, является членом Европейской федерации организаций медицинской физики (англ. European Federation of Organizations for Medical Physics) и Международной организации медицинской физики (англ. International Organization for Medical Physics), а также постоянным партнёром Международной ассоциации радиационной защиты (англ. International Radiation Protection Association).
В состав Общества входят 12 территориальных филиалов и 5 научных секций.
Общество издаёт научные журналы, в которых публикует оригинальные междисциплинарные работы в области медицинской физики и биомедицинской инженерии.
Председателем Общества является доктор наук, профессор Krzysztof Ślosarek.
Актуальная информация о деятельности Общества публикуется на сайте www.ptfm.pl.